# (7099) Feuerbach
Pour les articles homonymes, voir Feuerbach.
(7099) Feuerbach est un astéroïde de la ceinture principale.

## Description
(7099) Feuerbach est un astéroïde de la ceinture principale. Il fut découvert le 20 avril 1996 à La Silla par Eric Walter Elst. Il présente une orbite caractérisée par un demi-grand axe de 3,15 UA, une excentricité de 0,13 et une inclinaison de 2,2° par rapport à l'écliptique.

## Compléments